# Бланкен, Ян
Ян Бланкен (нидерл. Jan Blanken, 1755—1838) — генерал-инспектор водяных строений Голландии.

## Биография
Ян Бланкен родился 15 ноября 1755 года в Бергамбахте, сын плотника и инженера.
В военную службу вступил в 1775 году в артиллерию. Отличился в войне 1775—1783 годов при защите берегов Голландии против англичан. В 1785 году был произведён в лейтенанты. В 1793 году сражался против французов, вторгнувшихся в Голландию, за отличие в 1794 году произведён в капитаны. Затем он перешёл на инженерную службу.
Первым крепным проектом Бланкена стало сооружение сухого дока в Хеллевоитслуисе в 1798 году, причём здесь для работы насосов он использовал паровой двигатель.
В 1803 году Бланкен получил чин подполковника. В 1804 году состоял под начальством маршала Мармона и строил береговые батареи для охраны побережья Голландии. В 1806 году король Людовик Бонапарт, брат Наполеона, назначил его генерал-инспектором водяных сооружений.
В 1811 году по проекту Бланкена была заложена обширная военная гавань при Гелдере; эта важная работа, прерванная в 1813 году вторжением союзников по Шестой коалиции, окончена была в 1814 году, когда голландским королём стал Вильгельм Оранский. Благодаря трудам Бланкена Гелдер сделался одним из важнейших и безопаснейших военных портов.
В 1815 году Бланкеном между Лекком и заливом Бисбошбыли устроены пять больших отводных шлюзов, которые могли, в случае надобности, затопить значительную полосу земли, и таким образом служить для Голландии защитой в военное время. В 1817 году приведён в исполнение проект Бланкена относительно углубления Мидделбургской гавани, и в том же году посредством плотин, устроенных в Кеграсе, им осушена значительная территория. Бланкену принадлежит также проект огромного канала для увеличения глубины реки Эй, и предохранения окрестных берегов от наносов ила. Наконец, его трудами и распорядительностью Нидерланды несколько раз были спасаемы от прорыва морских плотин. Нидерландскому мореходству Бланкен оказал весьма важную услугу введением и усовершенствованием сухих корабельных доков.
Скончался Бланкен 17 июля 1838 года в Вианене.